# Estructura estelar

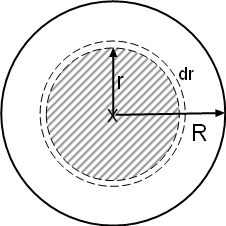
Esquema de una estrella. En una sección esférica cualquiera, la masa no experimenta expansiones ni contracciones, por lo que se considera un sistema cuasiestático. Asimismo, su forma se aproxima a la de una esfera.

El modelo más simple de estructura estelar es la aproximación cuasiestática de simetría esférica. El modelo asume que la estrella se halla muy cerca de una situación de equilibrio hidrostático en el que apenas hay movimientos verticales netos y, a su vez, también se considera que la forma del astro posee simetría esférica. Todo esto es en esencia cierto para el grueso de las estrellas observables.
Todas las estrellas que se mantienen activas poseen un núcleo donde realizan las reacciones de fusión nuclear y un manto a través del cual el calor y la radiación son transportados mediante procesos de radiación y convección. Finalmente está la capa más superficial de las estrellas, su atmósfera. En ella se producen los fenómenos visibles tales como protuberancias solares, eyecciones de masa coronal, manchas solares, etc. Todas estas capas cambiarán de tamaño e incluso su disposición a lo largo del ciclo evolutivo de la estrella.

## Equilibrio hidrostático
- Más información en: Escalas de tiempo en la vida de las estrellas

Las estrellas permanecen estables la mayor parte de su vida bajo el llamado equilibrio hidrostático. En esta situación, la gravedad y la presión se contrarrestan. Por ello, mientras se encuentran en equilibrio, se dice que las estrellas son sistemas cuasi-estáticos. Estáticos, porque no hay desplazamientos verticales netos, lo que nos permite escribir una sencilla ecuación de la variación de la masa en función del radio. Así mismo, la estaticidad no es total, ya que, hasta cierto punto, la presión cerca de la superficie vence ligeramente permitiendo una fuga constante de masa en forma de viento solar. Esta fuga se hace más patente a partir de las 10 masas solares.
En estas estrellas supermasivas los vientos son tan intensos que la masa que escapa de ellas llega a modificar substancialmente la masa total de la estrella, llegando incluso a variar su evolución natural. Las expresiones newtonianas que dan el equilibrio hidrostático son:
1. Ecuación de la variación de la presión en función del radio:

(1a){\displaystyle {\partial P \over \partial r}=-{G \over r^{2}}m\rho _{r}}

2. Ecuación de la variación de la masa en función del radio:

(2){\displaystyle {\partial m \over \partial r}=4\pi r^{2}\rho _{r}}

Si tenemos en cuenta las correcciones relativistas la ecuación (1a) debe reemplazarse por la relación de Tolman-Oppenheimer-Volkoff:

(1b){\displaystyle {\frac {\partial P}{\partial r}}=-{\frac {G}{r^{2}}}\left(m+{\frac {4\pi r^{3}P}{c^{2}}}\right)\left(\rho _{r}+{\frac {P}{c^{2}}}\right)\left(1-{\frac {2Gm}{c^{2}r}}\right)^{-1}}

Las expresiones (1a) y (1b) coinciden en el límite clásico {\displaystyle c\to \infty } siendo el significado de las variables:
{\displaystyle r\,} es la distancia al centro.
{\displaystyle P(r)\,} es la presión a una profundidad determinada
{\displaystyle m(r)\,} es la masa acumulada a una distancia {\displaystyle \displaystyle r} del centro.
{\displaystyle \rho _{r}(r)\,} es la densidad de materia a esa profundidad.
Nota: Presión y masa se consideran constantes a lo largo del tiempo, ateniéndonos al criterio de estaticidad. En el caso de la masa en función del radio usamos la ecuación de las superficies esféricas, suponiendo que las estrellas poseen dicha simetría.

## Aproximación a simetría esférica
Se puede considerar, la mayoría de las estrellas poseen simetría esférica, porque la fuerza centrífuga (Fc) generada por su rotación es mucho menor que su fuerza gravitatoria (Fg).
{\displaystyle F_{c}\ll F_{g}\rightarrow \left|m\omega ^{2}R\right|\ll \left|{\frac {GMm}{R^{2}}}\right|\rightarrow \left|\omega \right|\ll \left|{\frac {GM}{R^{3}}}\right|^{1/2}=\left|{\frac {1}{\tau _{d}}}\right|\rightarrow T\gg \tau _{d}}
Donde ω es la frecuencia angular ({\displaystyle \omega =2\pi f}), R el radio de la estrella, M su masa, T el período de rotación y τd el tiempo dinámico. Ver: Escalas estelares de tiempo.
En el caso del Sol, con un periodo de rotación de un mes y un tiempo dinámico de media hora aproximadamente, podemos comprobar que su velocidad de giro es mucho más lenta que el tiempo dinámico de caída libre. Eso quiere decir que no será perceptible ningún abombamiento en el ecuador. Sólo algunas estrellas con ritmos de rotación muy elevados sufren una deformación por esa causa. Pero dichas estrellas son muy raras. De hecho, el efecto de achatamiento por los polos en el Sol es unas 15 veces menor que en la Tierra.

## Estimación de la presión central
La presión central (Pc) es la del punto de mayor presión de toda la estrella, ya que soporta el peso de toda la masa por entero. Ello comporta que sea en esa región donde el ritmo de reacciones de fusión es más elevado. Podemos estimar su valor mediante cálculos aproximados.
Aproximación 1: Se considerará a los diferenciales (dx) de presión y radio como variaciones (Δx).

{\displaystyle {\frac {\partial P}{\partial r}}\simeq {\frac {\Delta P}{\Delta r}}={\frac {P_{s}-P_{c}}{R-0}}={\frac {-P_{c}}{R}}}

Como se ve, se han considerado nulas la presión superficial (Ps) y también la posición en el centro, pues es el centro de las coordenadas radiales.
Aproximación 2: Se toma el valor medio para la densidad de la estrella porque desconocemos su función de densidad real. Para aproximar debidamente, convertimos la estrella en un cuerpo con la mitad de masa y la mitad de radio.

{\displaystyle -\rho {\frac {Gm}{r^{2}}}\simeq -{\bar {\rho }}{\frac {G(M/2)}{(R/2)^{2}}}}
Como se ve, la aproximación 2 también es burda y poco elegante.
Si consideramos que la densidad media es la masa M de la estrella (entendida ésta como una esfera de radio R ) dividida por su volumen, tendremos que: {\displaystyle {\bar {\rho }}={\frac {M}{(4/3)\pi R^{3}}}}
Así pues, la presión central estimada en una estrella es: {\displaystyle P_{c}\sim {\frac {3}{2\pi }}{\frac {GM^{2}}{R^{4}}}}
En el caso del sol, se obtienen 5,4·1014 Pa; pero, de hecho, mediante cálculos a partir de modelos integrados modernos, se obtienen 2,7·1016 Pa, que es un resultado bastante diferente del obtenido a partir de esta ruda pero orientativa aproximación.

## Aproximación a gas ideal
Dado que el material estelar se encuentra altamente ionizado, se lo puede considerar como un gas ideal, incluso a presiones tan elevadas. La razón estriba en que el plasma de partículas ocupa mucho menos espacio que los átomos y moléculas enteros. Este hecho se comprenderá fácilmente si se tiene en cuenta que un átomo con la corteza electrónica al completo ocupa 50.000 veces más que el núcleo atómico desnudo. Los iones se mueven libremente sin apenas interacción entre ellos. Así, el comportamiento termodinámico de dicho fluido (plasma) se rige por las ecuaciones de los gases ideales: {\displaystyle P\mu =\rho RT\,\!}
Donde P es la presión, μ el peso molecular medio por partícula, ρ la densidad, R la constante universal de los gases y T su temperatura.

## Estimación de la temperatura central
Una primera estimación de la temperatura central es fácil de deducir a partir del dato obtenido para la presión central y asumiendo que el plasma estelar actúa como un gas ideal. Así pues, usando la ecuación de los gases ideales se sustituye la presión central y la densidad media obteniéndose así una cota superior para la temperatura central.
{\displaystyle T_{c}={\frac {\mu _{c}}{R}}{\frac {P_{c}}{\rho _{c}}}<{\frac {\mu _{c}}{R}}{\frac {P_{c}}{\bar {\rho }}}={\frac {2\mu _{c}GM}{RR_{*}}}}
Para el Sol esto nos da que Tc < 2,3·107K el cual es un valor bastante bueno si se tiene en cuenta que los datos sacados de los modelos precisos dan que Tc = 1,5·107K

## Presión de las partículas materiales (iones y electrones)
Las estrellas están formadas fundamentalmente por un plasma de electrones libres y núcleos atómicos totalmente ionizados. Como ya se ha dicho, las partículas son muy pequeñas, varios órdenes de magnitud menores que los átomos neutros. De modo que sus interacciones son despreciables al lado de su agitación térmica por lo que la sopa de partículas es mucho más comprimible y puede considerarse como una gas ideal incluso a presiones estelares.
Conociendo la densidad (ρ) y el peso molecular por partícula (μ) no será difícil encontrar la presión del gas de partículas (Pg) a partir de la ecuación de estado de los gases ideales.
Así: {\displaystyle P_{g}={\frac {\rho }{\mu }}RT}
Conociendo la ecuación de la energía de los gases ideales se obtiene finalmente: {\displaystyle U_{g}={\frac {3}{2}}nRT={\frac {3}{2}}P_{g}}
Nota: Todos estos cálculos se han realizado suponiendo que el total del material estelar está completamente ionizado. En realidad esto no es así ya que en las zonas más externas y frías solo lo está parcialmente. Habrá que tener en cuenta pues el grado de ionización de lo que se ocupa la ecuación de Saha.

## Presión fotónica
- Más información en: Presión de radiación

Se llama presión de radiación a la presión ejercida por los fotones emitidos en los procesos nucleares que acaecen en el núcleo de la estrella. Los fotones en las estrellas poseen un recorrido libre medio (distancia recorrida antes de una interacción con la materia) de entre uno y dos centímetros. Pero el de los iones es aun mucho más pequeño. Es lógico, pues que esta contribución a la presión total de la estrella sea, por lo general, unas 10 000 veces menor que la presión del gas de iones antes calculada por lo que se acostumbra a despreciar. Para calcularlo se supondrá que el gas de fotones se halla en equilibrio termodinámico, cosa bastante plausible.
Si se considera que la energía de radiación es {\displaystyle U_{rad}={\frac {4\sigma }{c}}T^{4}} y que la presión fotónica vale un tercio de la energía de radiación, {\displaystyle {\frac {1}{3}}U_{rad}}
Donde {\displaystyle a={\frac {4\sigma }{c}}=7,5658\cdot 10^{-15}{\frac {erg}{K^{4}cm^{3}}}}
Por tanto {\displaystyle P_{rad}={\frac {a}{3}}T^{4}} supuesta que la radiación es la de un cuerpo negro.
Se podrá observar, entonces, a partir del cociente entre la presión de radiación y la del gas de iones que {\displaystyle P_{rad}\ll P_{gas}}
La presión de radiación solo es apreciable en las regiones más superficiales de las estrellas masivas (>10 masas solares). Estas zonas son tenues, de baja densidad, pero reciben abundante radiación lo que da una contribución que puede llegar hasta al 20%. De hecho la presión de radiación establece un límite de masa en las protoestrellas de en torno a las 100 masas solares. Más allá la presión fotónica es tan intensa que barre el resto de material que cae evitando así que se acrete.

## Presión de electrones degenerados
- Más información en: Materia degenerada

En estrellas muy densas los electrones no se comportan como partículas libres sino como materia degenereda contribuyendo mucho más a la presión total. Este efecto les ocurre a los fermiones (partículas de espín semientero) los cuales están sometidos al principio de exclusión de Pauli que dice que no puede haber más de un fermión con idéntico estado cuántico.
En mecánica cuántica el espacio de fases no es continuo y se divide en celdillas. En cada celda caben hasta dos e- con diferente espín. A presiones y densidades elevadas {\displaystyle \rho >10^{6}g/cm^{3}} se pierde la distribución clásica maxwelliana. Entonces, muchos electrones por una imposibilidad física de coincidir en los estados de los demás electrones se ven obligados a cambiar su momento a estados más energéticos con el consiguiente aumento de la presión ejercida por estos. En las estrellas en las que se da (enanas blancas), la contribución del gas degenerado domina completamente. También se pueden degenerar los iones pero para eso hace falta mucha más densidad. Del orden de 1012 - 1014 g/cm³ cosa que se da en las estrellas de neutrones.

## Producción de energía en las estrellas
- Más información en: Nucleosíntesis estelar | Pico de Gamow | Evolución estelar

Las reacciones nucleares se dan en el núcleo de las estrellas dado que es la zona más caliente y densa. La reacción principal que sostiene la estrella el 90% de su vida y que se da en todas las estrellas es la de la conversión de cuatro núcleos de hidrógeno en uno de helio. Este proceso arroja un defecto de masa de 0,0287 g/mol. Para que la estrella se mantenga estable ha de producir la misma energía que emite. Las estrellas emiten su energía en forma de viento solar y de fotones, radiación electromagnética, pero también en forma de neutrinos. A estos últimos se les considera como sumideros de energía ya que casi no interaccionan con la materia y, por tanto, no contribuyen a la presión escapando libremente de la estrella. Algunos de estos neutrinos se generan en los ciclos de combustión del hidrógeno pero existen otros procesos térmicos que también los generan y que disminuyen la energía neta producida por la estrella.
Así pues, a partir de las ecuaciones del equilibrio hidrostático que se vieron al principio, la luminosidad emitida por unidad de tiempo que atraviesa una esfera de radio R se calcula:
Donde {\displaystyle \epsilon _{\mu }\,\!} es la energía perdida por los neutrinos térmicos. Los producidos por las propias reacciones de fusión no se cuentan ya que ya van incluidos en {\displaystyle \epsilon {(P,T,X_{j})}\,\!}.
La energía media de las partículas solares en el núcleo es de 1keV aproximadamente algo insuficiente para producir la fusión teórica. En laboratorio ésta solo se consigue a partir de centenares de keV por lo que la sección eficaz a bajas energías (el rango estelar) está calculada a partir de extrapolaciones de la zona de altas energías donde sí es posible obtener datos experimentales. Debido a eso hay un gran margen de error en esos datos. ¿Cómo es posible, pues, que las estrellas consigan fusionar el hidrógeno? Es el efecto túnel el que consigue romper esa barrera imposible y permitir la fusión a energías tan bajas. En el laboratorio no se observa la fusión a esas energías porque se trabaja con muy pocas partículas pero en cuántica los fenómenos son probabilistas y en las estrellas hay billones y billones de núcleos en constante agitación por lo que aunque la probabilidad sea baja el número de reacciones que se dan es alto y la energía generada también.
Existe un óptimo de energía para el cual se dan la mayoría de reacciones que resulta del cruce de la probabilidad de que dos partículas tengan una energía determinada E a una temperatura T y de la probabilidad de que esas partículas se salten la barrera por efecto túnel. Es el llamado pico de Gamow. Aparte del efecto túnel cuántico también existe otro factor que ayuda a que estas reacciones se produzcan. Se trata del apantallamiento de electrones. Cuantos más haya más se notará su efecto electromagnético sobre los iones en colisión. Su presencia rebaja la barrera de potencial electromagnética y, por tanto, incrementa la probabilidad de fusión. Este fenómeno es especialmente importante en las enanas blancas y en las etapas finales de las estrellas masivas. Su efecto puede producir un aumento del rendimiento de un 20% como mucho. En las supernovas de tipo Ia contribuye de forma importante a acelerar la fusión desbocada de la enana blanca.

### Neutrinos térmicos
Aparte de los neutrinos originados en las reacciones nucleares hay otros procesos térmicos capaces de generar una parte del flujo neutrínico que emiten las estrellas en el cual escapa una parte de la energía generada. Son los llamados neutrinos térmicos. Se conocen tres procesos. Los fotoneutrinos resultantes de la interacción entre un fotón gamma y un electrón, los plasmaneutrinos debidos a la interacción entre un fonón u onda vibratoria y un electrón y también el brehmsstrahlung de neutrinos resultante de la interacción de un ion con un electrón. En los tres casos el resultado de la interacción siempre será similar. Un electrón, un neutrino electrónico y un antineutrino electrónico. Se puede decir pues que los neutrinos térmicos se crean por pares, tantos neutrinos como antineutrinos térmicos.

## Opacidad en el medio estelar
La opacidad de la estrella es la cantidad de energía absorbida por ésta en su trayecto desde el centro hacia la superficie. La opacidad es el conjunto de impedimentos (u obstáculos) que se encuentra en su camino el portador de energía, ya sea un fotón, un ion, un electrón o una burbuja de gas.

### Coeficiente de opacidad específico
Mide el grado de transparencia de la materia a la radiación. Se presenta con los siguientes símbolos y unidades:
{\displaystyle \chi (\rho ,T,X_{i})\,[cm^{2}g^{-1}]\,\!}

El material estelar es muy opaco, su coeficiente de opacidad es: {\displaystyle \chi ^{*}\geq 0,4cm^{2}g^{-1}}

El recorrido libre medio está relacionado con el coeficiente de opacidad y la densidad mediante la ecuación: {\displaystyle \lambda _{\gamma }={\frac {1}{\chi \rho }}}

Así pues, resulta evidente que, a más opacidad menos recorrido.
El fotón, con un recorrido libre medio de unos 2 cm, será absorbido y reemitido unas 10E24 a 10E25 veces antes de poder escapar. Esto hace que la radiación generada en el núcleo tarde aproximadamente 25000 años en salir del sol. En el caso real, la radiación solo domina en las regiones interiores de la estrella y la convección predomina en las regiones exteriores, siendo la convección mucho más eficaz en el transporte que la radiación, este tiempo es considerablemente reducido.

### Opacidad media de Rosseland
Mide la opacidad promediada sobre todo el espectro de frecuencias y se representa como:

Donde la integral del denominador es el brillo total {\displaystyle \chi _{\nu }} la opacidad específica y {\displaystyle B_{\nu }} el brillo específico.
La opacidad de Rosseland servirá para compararla con las opacidades de los otros mecanismos de transmisión de la energía y ver en cada caso cual es más eficiente de lo que dependerá la estructura de la estrella. Así se puede obtener una opacidad total de la manera siguiente: